# Криворудська сільська рада (Семенівський район)
Криворудська сільська рада — колишній орган місцевого самоврядування у Семенівському районі Полтавської області з центром у c. Крива Руда.
Населення — 1345 осіб.

## Населені пункти
Сільраді були підпорядковані населені пункти:
- c. Крива Руда